# Fase primária do socialismo
A fase primária do socialismo (às vezes referido como o estágio preliminar do socialismo), introduzido no discurso oficial por Mao Zedong como o estágio inicial do socialismo, é uma subteoria do pensamento marxista chinês que explica por que as técnicas capitalistas são usadas na economia chinesa.

## Origens
O conceito de um estágio primário do socialismo foi concebido antes que a China introduzisse as reformas econômicas. Ao discutir a necessidade de relações de commodities na 1ª Conferência de Zhengzhou realizada entre 2 e 10 de novembro de 1958, Mao Zedong — o Presidente do Partido Comunista do Comitê Central — disse que a China estava no "estágio inicial do socialismo". Mao não elaborou a ideia; seus sucessores sim.

### A teoria de Xue Muqiao do "sistema socialista imaturo"
Xue Muqiao introduziu o termo "socialismo subdesenvolvido" em seu livro Economia Socialista da China . O livro foi escrito na estrutura marxista-leninista ortodoxa enunciada por Josef Stalin em Problemas Econômicos do Socialismo na URSS  (1952). Xue escreveu que dentro do modo de produção socialista havia várias fases e para a China alcançar uma forma avançada de socialismo ela teve que se concentrar no desenvolvimento das forças produtivas. Ele propôs uma teoria na qual as leis básicas do crescimento econômico eram aquelas em que "as relações de produção devem se conformar ao nível das forças produtivas". Semelhante a Stalin, Xue considerou as forças produtivas como primárias e que esta era uma lei universal fundamental da economia. Ao contrário de Stalin, Xue acreditava que havia princípios que orientavam a transição socialista, sendo o principal o princípio de " de cada um de acordo com sua capacidade, a cada um de acordo com seu trabalho"; este princípio guiaria o desenvolvimento socialista, mesmo quando a China tivesse alcançado o socialismo avançado e seria substituído por " de cada um de acordo com sua capacidade, a cada um de acordo com sua necessidade" somente quando existisse abundância geral. Xue baseou seus argumentos nas políticas econômicas adotadas durante a Revolução Cultural, que ele acreditava ter levado aos "reveses mais severos e às perdas mais pesadas sofridas pelo Partido, pelo Estado e pelo povo desde a fundação da República Popular".

Xue acreditava que as relações de produção eram determinadas pela propriedade na economia. Ele disse que como as forças produtivas na China eram "atrasadas", as relações de produção estavam em um nível comparável. Apesar de acreditar que a indústria na China se tornou "propriedade de todo o povo", Xue disse que a agricultura estava ficando para trás, o que exigia o fim da prática de pagar salários com base em esforços coletivos, apoiando a reintrodução de incentivos individuais e aumentando investimentos estatais na agricultura. As sugestões de Xue foram abandonadas na 6ª Sessão Plenária do 11º Comitê Central realizada em junho de 1981 porque não conseguiram resolver os problemas enfrentados pela agricultura. A partir da 6ª Sessão Plenária, o PCC liderado por Wan Li começou a apoiar a descretivização da agricultura. No início, Wan escolheu uma abordagem reformista conservadora, afirmando que:
A prudência é necessária ao abordar a reforma das instituições comunais. Não devemos exigir que cada nível seja reformado de cima para baixo, prescrevendo um limite de tempo para o cumprimento. Até que novas formas organizacionais adequadas possam substituir as brigadas e equipes de produção, não devemos mudar imprudentemente as formas existentes e criar uma situação desordenada.
Wan pediu o desmantelamento do sistema da comuna popular e sua substituição por um sistema de responsabilidade doméstica. Ele se referiu às mudanças em andamento no sistema agrícola como a criação de um novo modo de produção e chamou-o de economia socialista mercantil. O teórico do partido Du Runsheng apoiou a posição de Wan, dizendo: "um princípio do marxismo é que toda mudança nas relações de propriedade é um resultado inevitável do desenvolvimento de novas forças produtivas que não podem mais se ajustar às velhas relações de propriedade". Ele também disse:
As empresas domésticas de hoje são de natureza muito diferente. Uma vez que a terra é de propriedade do público, ela é restringida pela economia coletiva de várias maneiras. Eles representam um nível de gestão na economia cooperativa e constituem um componente orgânico de toda a economia socialista ... Teme-se que o sistema de contratação familiar promova a ideia conservadora da posse privada entre os camponeses. Esse medo não é sem fundamento. No entanto, devemos ser capazes de ver o outro lado da questão, que também passa a ser o aspecto prevalecente. Os camponeses de hoje são diferentes dos do passado. Eles agora são trabalhadores do novo tipo sob o sistema cooperativo socialista.

### Teoria de Su Shaozhi do "socialismo subdesenvolvido"
O teórico Su Shaozhi, funcionário do Diário do Povo, começou um debate em 1979 em uma conferência teórica do PCC para reexaminar a afirmação de Mao Zedong de "luta de classes como o elo principal" quando introduziu o termo "socialismo subdesenvolvido" para se referir a China. Su, coescrevendo com Feng Langrui, publicou um artigo na Economic Research em 1979, que questionou o projeto socialista chinês usando a metodologia marxista. O artigo analisou as bases do socialismo chinês observando os escritos de Karl Marx. Marx traçou uma distinção entre o comunismo de estágio inferior — comumente referido como o modo de produção socialista — e o comunismo de fase superior — frequentemente referido como comunismo. O artigo de Su e Feng criou três subdivisões dentro do modo de produção socialista; a primeira fase foi a transição do modo de produção capitalista para o modo de produção socialista — a fase em que o proletariado tomou o poder e estabeleceu a ditadura do proletariado e em que o socialismo subdesenvolvido foi criado. A segunda fase foi o socialismo avançado; o socialismo sobre o qual Marx escreveu. Eles disseram que a China era uma nação socialista subdesenvolvida porque:
As características do socialismo subdesenvolvido são as duas formas de propriedade pública, produção de mercadorias e troca de mercadorias. Os capitalistas foram basicamente eliminados como classe, mas ainda existem vestígios capitalistas e burgueses, até mesmo vestígios feudais. Também existem alguns pequenos produtores, diferenças de classe entre trabalhadores e camponeses … e a força do hábito dos pequenos produtores. As forças de produção ainda não estão altamente desenvolvidas. E não há abundância de produtos … Portanto, a transição para o socialismo ainda não foi concluída.
Sun e Feng se opuseram à linha do partido de que a principal contradição na sociedade chinesa era entre o "sistema social avançado" e as "forças de produção atrasadas". Esta linha, originalmente concebida no 8º Congresso Nacional realizado em 1956, mas removida por Mao e reintroduzida após a morte de Mao, pretendia enfatizar a importância de melhorar a economia. Su achou problemático porque significava que a superestrutura poderia ser mais avançada do que o nível das forças produtivas — uma afirmação que não estava de acordo com o marxismo clássico. Su respondeu, dizendo que a China não tinha uma base material para uma transição completa para o socialismo. Ele disse:
O sistema socialista consiste principalmente em relações de produção. O avanço ou não de uma relação de produção é determinado por apenas um critério, a saber, se ela pode ou não atender às demandas das forças de produção e facilitar seu desenvolvimento. Embora algumas relações de produção, como a propriedade da comuna, possam ser superiores à propriedade pela equipe de produção em termos de estágio de desenvolvimento, na China rural hoje, onde o trabalho manual continua predominante, apenas propriedade pela equipe de produção, ao invés da comuna, seriam o tipo de relações de produção capazes de se equiparar ao nível das forças de produção e facilitar seu desenvolvimento. Se ... a propriedade comunal for adotada, isso prejudicaria o desenvolvimento das forças de produção.
A resposta ao artigo de Su e Feng foi mista. Alguns responderam positivamente e pediram um recuo das práticas socialistas e um retorno às políticas da Nova Democracia — um período que durou até 1956, quando a China teve uma economia mista. Elementos mais conservadores tentaram suprimi-lo. Deng Liqun, o vice-presidente da Academia Chinesa de Ciências Sociais (CASS), usou seus poderes para organizar uma reunião que criticou Su. Embora Su tenha obtido algum apoio de oficiais de alto escalão, como o General Ye Jianying, o conceito foi alvo de várias repressões; a primeira ocorreu em 1981 durante uma repressão aos socialistas que apoiavam a democracia liberal. Uma repressão posterior foi orquestrada pelo teórico do partido de longa data Hu Qiamou e em terceiro lugar durante a Campanha Anti-Poluição Espiritual em 1983. O raciocínio era que a ideia deu peso às forças opostas ao socialismo na China e era, portanto, perigosa. Apesar disso, a 6ª Sessão Plenária do Comitê Central do 11º sancionou a ideia de que a China estava na competição "fase primária do socialismo", mesmo que teóricos fundamentais, tais como Wang Xiaoqiang rejeitou o socialismo chinês como "socialismo agrário", acreditando que o socialismo tinha sido construído em uma base feudal.

#### Formulando a teoria de um estágio primário do socialismo
A teoria do socialismo subdesenvolvido de Su levou à formulação do estágio primário da teoria do socialismo sob a administração do Secretário-Geral do PCC, Zhao Ziyang. O termo foi usado pelo CPC durante a Campanha Anti-Poluição Espiritual de 1983, mas nunca foi explicado. Depois de consultar Deng Xiaoping, a teoria de um estágio primário do socialismo foi usada como base teórica do Relatório Político para o 13º Congresso Nacional realizado em 1987. A teoria focou principalmente no desenvolvimento das forças produtivas e levou uma visão altamente determinista econômica sobre o desenvolvimento do socialismo. Apesar de certas armadilhas, a teoria ainda é usado para explicar o uso de técnicas capitalistas na China. O principal objetivo da teoria era reconceituar o socialismo para tornar o marxismo adequado para uso contemporâneo. Su e Zhang Xiangyang disseram que o estágio primário do socialismo na China começou na década de 1950, quando o PCC pôs fim às políticas da Nova Democracia e duraria cerca de 100 anos. A ênfase anterior na igualdade econômica em favor do crescimento econômico foi abandonada. Deng afirmou:
Das muitas lições que temos de resumir, uma muito importante é esta: devemos deixar claro o que é socialismo e como construir o socialismo ... A tarefa primária do socialismo é desenvolver forças de produção e elevar o padrão de vida material e cultural das pessoas. Nossos vinte anos de experiência, de 1958 a 1976, nos disseram: pobreza não é socialismo, socialismo é eliminar a pobreza. Não é socialismo não desenvolver forças produtivas e elevar o padrão de vida das pessoas.
A essa altura, Deng havia equiparado a defesa do socialismo ao desenvolvimento do nível das forças produtivas; O ideal de igualdade comum foi adiado para um tempo indeterminado. Su e Zhang chegaram a conclusões semelhantes, dizendo que Marx tinha dois objetivos quando escreveu sobre o futuro socialista: Um sistema social no qual as forças produtivas se desenvolvessem e o indivíduo teria uma grande chance de autodesenvolvimento. No entanto, o desenvolvimento das forças produtivas tornou-se a pré-condição para uma maior autoaprendizagem do indivíduo através da igualdade comum; Su e Zhang disseram que o primeiro levaria ao último. A esquerda estava geralmente satisfeita com a teoria, que se baseava em premissas marxistas ortodoxas. No entanto, algumas pessoas de direita consideraram que a teoria era a prova de que a China precisava reintroduzir o capitalismo para construir o socialismo. Marx escreveu que o socialismo se desenvolveu a partir do capitalismo, mas a China pulou o modo de produção capitalista e foi do feudalismo ao socialismo.
O artigo de Bao Tong, do conselheiro de Zhao, "O Jovem Cavalo do Socialismo, o Velho Cavalo do Capitalismo e Outros Assuntos Relacionados, publicado no Diário do Povo, tornou-se o primeiro trabalho teórico que tentou explicar o conceito. A fundação do socialismo na China era fraca e continha elementos de feudalismo, e reconhecer a posição da China como estando no estágio primário do socialismo responderia "muitas questões ideológicas podem ser prontamente resolvidas". Chen Junsheng, o Secretário-Geral do Estado Conselho, escreveu um artigo semelhante que enfatizou a necessidade de defender os Quatro Princípios Cardeais e reforma durante a fase primária do socialismo.

## Efeito na ideologia do partido

### Mudança de opinião sobre o capitalismo
A reconcepção do socialismo levou diretamente à reconcepção do capitalismo por causa da oposição diametral entre os dois conceitos. Anteriormente, o PCC havia dito que apoiar o capitalismo significava apoiar um recuo histórico e o capitalismo era considerado o oposto diametral do socialismo e suas relações eram consideradas hostis e incompatíveis. A reconcepção oficial dos dois termos foi sancionada no Relatório Político ao 13º Congresso Nacional. Antes dos esforços de reforma, o capitalismo e o socialismo eram considerados parte de uma relação sequencial, o último se desenvolvendo a partir do primeiro. Uma visão menos tradicional era que o capitalismo havia provado que tinha uma "maior capacidade de criar civilização humana" do que Marx esperava, o que indiretamente significava que o socialismo poderia aprender com o capitalismo. Outra marca de continuidade era que os dois sistemas existiam lado a lado.
A primeira mudança no discurso oficial foi repreender a teoria do imperialismo de Vladimir Lenin. Lenin havia chegado à conclusão de que o capitalismo havia alcançado o estágio do imperialismo, um estágio em que o capitalismo passaria por uma crise prolongada que levaria à guerra, às inevitáveis revoluções socialistas e ao fim da guerra pelos estados socialistas recém-estabelecidos. Esta teoria formou a base da política externa chinesa até a década de 1970, mas não foi oficialmente repreendida até o relatório de Zhao ao 13º Congresso Nacional. No congresso, Zhao reutilizou uma declaração de 1985 de Deng Xiaoping, na qual ele disse, "[os] principais temas do mundo contemporâneo são paz e desenvolvimento". Ao dizer que a tarefa dos países socialistas era manter "paz e desenvolvimento" ao invés de "guerra e revolução", Deng estava repreendendo a teoria de Lenin. De acordo com Su e Zhang, a justificativa para a mudança foi que:
- o declínio do conflito ideológico em conjunto com a criação de armas nucleares mudou radicalmente as relações Leste-Oeste e o fim do colonialismo alterou a base das relações Norte-Sul;[24]
- o progresso técnico e científico — apesar das previsões de Marx — fortaleceu o capitalismo e mudou a arena internacional desde a morte de Lenin;[24]
- a crescente interdependência econômica trazida pela globalização econômica reduziu os riscos de guerra;[24]
- as reformas nos estados socialistas aproximaram as economias socialistas do mercado mundial e das economias capitalistas.[24]

Xu Jiatun, um teórico do Partido, disse que o capitalismo mudou desde os dias de Marx; prova disso foi "o surgimento da regulação macroeconômica, do Estado de bem-estar social e da classe média que melhorou as estruturas socioeconômicas e as relações de classe sob o capitalismo. Xu concluiu que o capitalismo provou ser um sistema mais bem-sucedido do que o socialismo chinês, que foi baseado sobre a ideologia e as instituições feudais. Yu Guangyuan disse que Marx estava errado e que as mudanças dentro do capitalismo haviam permitido um desenvolvimento muito maior das forças produtivas do que Marx jamais poderia imaginar. No entanto, a visão mais comum era a teoria da convergência, cujos pontos de vista dos adeptos foram publicados nos principais meios de comunicação em todo o país. A teoria da convergência disse que o socialismo e o capitalismo estavam se tornando cada vez mais semelhantes, uma vez que os países capitalistas e socialistas estavam se tornando cada vez mais semelhantes em termos econômicos; capitalismo, a economia de mercado estava ocorrendo no socialismo, propriedade e gestão foram separadas em ambos os sistemas s, e ambos haviam passado por padrões semelhantes de modernização. Com base nisso, os proponentes da teoria da convergência pediram às pessoas que parassem de perguntar se uma determinada técnica era capitalista ou socialista porque ela não importava mais. O resultado final da teoria da convergência foi desideologizar o significado dos dois termos.

### Materialismo histórico: lei universal ou metodologia
No 13º Congresso Nacional, Zhao concluiu que o erro comum da direita ao analisar o desenvolvimento chinês era questionar a legitimidade da revolução e dos elementos superestruturais socialistas estabelecidos em suas consequências e que o erro comum da esquerda era acreditar que você poderia pular o estágio primário do socialismo diretamente ao socialismo avançado, uma visão que Zhao designou como utópica. No entanto, houve um problema; de acordo com declarações oficiais, a China tinha uma superestrutura avançada e forças produtivas atrasadas; isso ia contra o marxismo clássico, que dizia que a superestrutura era "exclusivamente determinada por fatores econômicos" — na China, o modo de produção era determinado pela superestrutura. Tudo isso ia contra a noção geral da teoria do materialismo histórico de Marx, que afirma que um modo de produção é exclusivamente baseado na base material. No entanto, Su e Zhang não acreditaram que essas discrepâncias provassem que a teoria estava errada; eles concluíram que o materialismo histórico deve ser considerado "uma metodologia científica para a análise da tendência geral", não uma lei universal que explica os processos históricos anteriores e futuros. De acordo com Su e Zhang, em vez de ver um fator - economia - como dominante, como foi feito anteriormente, deve-se analisar como todos os fatores interagem entre si, especialmente os efeitos da superestrutura no resto da sociedade. Em sua opinião, os elementos superestruturais "desempenharam um papel óbvio no 'salto' da China do semifeudalismo ao socialismo". O socialismo chinês foi salvaguardado pelo partido e seu compromisso com a ideologia marxista.
O problema com o materialismo histórico como obrigatório era, de acordo com os direitistas, qual papel os humanos desempenhavam no desenvolvimento histórico e a possibilidade da existência de modos de produção diferentes daqueles esboçados por Marx. De acordo com Hong Yingsan, a noção de um estágio primário do socialismo era difícil porque implicava que a China era simultaneamente pré-capitalista e pós-capitalista. Isso ia contra a noção básica no materialismo histórico de que a história era unilinear ao invés de multilinear, e provou que outros fatores além das forças produtivas na sociedade "poderiam determinar o modo de produção em uma dada sociedade". O problema enfrentado pelo PCC era que a visão unilinear da história significava que a China não poderia adotar o socialismo porque havia pulado o modo de produção capitalista, mas uma visão multilinear significava que a China não precisava adotar o socialismo porque não era um específico "estágio na evolução humana". Su e Zhang disseram que o problema mais urgente para os teóricos do PCC responderem era: "as pessoas têm liberdade para escolher um determinado conjunto de relações de produção?". Eles apontaram para a teoria de Marx de um modo de produção asiático. Alguns direitistas argumentaram contra o modo de produção imaginado por Marx, afirmando que todas as mudanças na história humana foram subjetivas e não foram guiadas por leis universais.

### O papel do marxismo
Enquanto o PCC perseguia políticas econômicas não ortodoxas, ele acreditava que o partido seria capaz de salvaguardar o objetivo da China de desenvolvimento socialista transformando o marxismo em um sistema de valores dominante. Isso foi refletido pela introdução do termo "civilização espiritual socialista", um conceito introduzido em 1981 e mencionado no Relatório Político ao 13º Congresso Nacional. A principal função da civilização espiritual socialista era controlar os perigos do recuo ideológico no esforço do partido para progredir em direção ao socialismo. Uma resolução do PCC em 1986 dizia: "não seremos capazes de garantir a direção socialista de nosso curso de modernização e nossa sociedade socialista perderá seus objetivos e ideais" se o partido parar de defender a doutrina marxista. No entanto, porque a base material, oficialmente referida como civilização material, criada pelas reformas econômicas não se conformava com a análise marxista do socialismo, o PCC concluiu que na nova era o marxismo receberia o papel de sistema de valores dominante, o que implicava que outros sistemas de valores poderiam ser aceitos, mas esses sistemas não poderiam negar o marxismo.